# Lepidotarsa aclea
Lepidotarsa aclea är en fjärilsart som beskrevs av Edward Meyrick 1883. Lepidotarsa aclea ingår i släktet Lepidotarsa och familjen praktmalar, Oecophoridae. Inga underarter finns listade i Catalogue of Life.